# NGC 4935
NGC 4935 este o galaxie spirală situată în constelația Părul Berenicei. A fost descoperită în 17 aprilie 1887 de către Lewis A. Swift. Se află la o distanță de 91,87 de megaparseci de Pământ.